# フィジーラグビー協会
フィジーラグビー協会（Fiji Rugby Union、FRU）は、フィジーにおけるラグビーユニオンの統括団体である。フィジーの首都スバに拠点を置いている。

## 概要
フィジーの人口は90万人。国内に300以上の島があり、居住者がいるのは約100島。首都があるビティレブ島と、その北にあるバヌアレブ島で、フィジーの総陸地面積の85%を占める。
ビティレブ島に13、バヌアレブ島に5、その他に18、合計36の地域ラグビー協会がある。各地域協会がそれぞれクラブ対抗戦を行っており、国内クラブ数は600以上ある。

### 「国技」ラグビー
20世紀初頭までに、フィジーにおいてラグビーは一般的な娯楽となり、それぞれの島の村や町で試合が行われるようになった。現在、学校ではラグビーが体育のプログラムに取り入れられており、学校対抗トーナメントが行われる。現代のフィジーにおいては、古くからの慣習とラグビーが密接となっており、伝統的な「カバの儀式（KAVA）」などの重要なイベントでは、ラグビーの試合がよく行われる。ラグビーは、フィジーの「国技」とも言われる。

## 国内大会
フィジーラグビー協会が主催する、主な国内ラグビー大会
- スキッパー・カップ（Skipper Cup）- 国内トップ8の地域代表チームが競う[9][10]。
- ボーダフォン・バヌア・チャンピオンシップ（Vodafone Vanua Championship）- 第2部全国地方大会。16協会が競う[11][12]。
- ANZ・マラマ・チャンピオンシップ（ANZ Marama Championship）- 女子大会。8つの州代表チームが競う[13]。
- ボーダフォン・FSSRU・ディーンズ・トロフィー（Vodafone FSSRU Deans Trophy）- フィジー中等学校ラグビー協会（FSSRU）と共に行うU18大会[14]。
- ボーダフォン・カジ・カップ（Vodafone Kaji Cup）- U14以下の大会[15]。

## 歴史
出典：
1884年：フィジーのバ州で、警察兵士であるヨーロッパ人とフィジー人によって、初めてラグビーが行われた。
1900年：この頃までに、試合結果が新聞に掲載され始め、クラブ大会が1904年に始まった。
1913年：フィジーラグビーフットボール協会が設立される。
1924年：8月、サモアの首都アピアで、初の国際試合（フィジー対サモア）を行う。2トライをあげたフィジーが6-0で勝利。
1926年：ニュージーランドのオークランド大学が初めてフィジーを訪れ、試合を行った。
1938年：ニュージーランドのマオリチームが初めてフィジーを訪れる。この試合で、フィジーは初めてシューズを履いて試合に臨んだ。
1939年：初めてニュージーランド遠征を行う。フィジーの多くの選手が裸足でプレーしたが、遠征は7勝1引き分け、無敗の結果となった。
1952年：初のオーストラリア遠征では、記録的な観客数を集め、オーストラリアラグビー協会は破産の危機から立ち直った。
1954年：オーストラリアへの2回目の遠征。
1957年：ニュージーランドに2回目の遠征。
1963年：フィジーラグビーフットボール協会が、フィジーラグビー協会に改名され、1971年までに300の島々で750のクラブと1万人の選手を管理する。
1964年：初めてのヨーロッパ遠征。ウェールズに28対22で惜敗。
1970年：初めてのイギリス遠征において、10月24日にフィジーがバーバリアンズを29対9で破る。
1984年：香港セブンズの決勝でフィジーがニュージーランドを26対0で破る。
1987年：第1回ワールドカップで準々決勝まで進出。
1991年：第2回ワールドカップでは、プール戦3試合全敗。
1992年：香港セブンズの決勝でニュージーランドを破り、3連覇を果たした（優勝：1990年 - 1992年）。
1995年：ワールドカップ出場権を逃す。
1999年：香港セブンズで再び3連覇を果たした（優勝：1997年 - 1999年）。
2000年：首都スバでIRB7人制トーナメントを主催。
2001年：パシフィック・リム選手権で2連覇。
2005年：香港で開催された2005年7人制ワールドカップで優勝した。
2006年：IRBセブンズシリーズで初優勝。
2006年：フィジーの女子チームが、初めてテストマッチを行う。
2016年：2016年リオデジャネイロオリンピックで男子セブンズが金メダルを獲得。フィジーにとって初のオリンピックメダルとなった。